# Xã Harrison, Quận Knox, Indiana
Xã Harrison (tiếng Anh: Harrison Township) là một xã thuộc quận Knox, tiểu bang Indiana, Hoa Kỳ. Năm 2010, dân số của xã này là 1.916 người.